# Noheda
Noheda es una localidad española del municipio de Villar de Domingo García, perteneciente a la provincia de Cuenca, en la comunidad autónoma de Castilla-La Mancha. En 2015 contaba con una población de 12 habitantes (INE).

## Geografía
Se encuentra a una latitud de 40°10′45.5952″ y una longitud de -2° 15' 18.4176". Está ubicada a una altitud de unos 1000 m sobre el nivel del mar, en la provincia de Cuenca, en el km 175,5 de la carretera N-320, aproximadamente a 18 km de la ciudad de Cuenca. Se trata de una pedanía de Villar de Domingo García.

## Historia
El primer poblamiento en este lugar se encuentra en el cerro contiguo de La Muela, donde hubo una fortificación de la Edad del Hierro. Hacia el siglo I, la rica familia segobrigense de Manius Octavius Novatus construyó al noroeste de dicho cerro una villa, que a partir de su cognomen se llamó Novata. En época andalusí hubo una nueva fortificación sobre el primitivo asentamiento de la Edad de Hierro, que debió tomar el nombre de la villa romana, adaptándose a la lengua árabe como Nuwata y pronunciado /nuwéda/, que a su vez fue adaptado al castellano como Nuebda. Nuebda fue el nombre de Noheda desde finales del siglo XII hasta principios del XVII, en que ya escribe Nueda y más tarde Noeda. A mediados del siglo XIX, la aldea, por entonces con ayuntamiento propio, tenía contabilizada una población de 67 habitantes. Aparece descrita en el decimosegundo volumen del Diccionario geográfico-estadístico-histórico de España y sus posesiones de Ultramar de Pascual Madoz de la siguiente manera:

NOHEDA ó NUEDA: ald. con ayunt. en la prov., dióc. y part. jud. de Cuenca (2 leg.), aud. terr. de Albacete (18), c. g. de Castilla la Nueva (Madrid 24). sit. en terreno llano junto á un pequeño arroyo con clima algo frío, resguardado del viento N. por 2 cerros unidos y denominados el uno la Muela y el otro el Castillejo; por ser tradicion hubo en él una fortaleza en lo antiguo. Tiene 18 casas de un solo piso, formando 2 calles irregulares y sin empedrar. Hay sala de ayunt., escuela de primeras letras concurrida por 8 niños, y dotado su maestro con una pequeña retribucion que dan los padres de los alumnos; una fuente de agua dulce, donde se surten los vec., y una igl. parr. bajo la advocacion de la Anunciacion de Ntra. Sra., servida por un cura de entrada y de provision del ordinario. Confina el térm. por N. con Bascuñana; E. Tondos; S. Fuentes-claras, y 0. Sacedoncillo. Su terreno en general es llano y medianamente fértil; tiene puestas en cultivo 700 fan. de tierra, algunas regadas por un pequeño arroyo que corre con direccion al Júcar: al N. del pueblo hay un monte de mata baja, de donde se surte el vecind. de leña. Los caminos son locales y en mal estado. La correspondencia se recibe de Cuenca. prod.: trigo, cebada, centeno, avena y algunas legumbres; se cria ganado lanar y poco vacuno; caza de liebres, perdices y conejos. ind.: la agrícola y ganadería. comercio: la esportacion de frutos sobrantes, é importacion de algunos artículos de primera necesidad. pobl.: 17 vec., 67 almas. cap. prod.: 405,940 rs. imp.: 20,297. El presupuesto municipal asciende á 350 rs., y se cubre por reparto vecinal.
Este pueblo perteneció al cabildo de la igl. catedral de Cuenca por donacion que le hizo la corona.
(Madoz, 1849, p. 178)

## Patrimonio
Cerca de la villa se encuentra el yacimiento arqueológico conocido como villa romana de Noheda.